# 공주신월초등학교
공주신월초등학교는 대한민국 충청남도 공주시에 있는 공립 초등학교이다.

## 학교 연혁
- 1998. 06. 19 공주신월초등학교 설립인가(18학급)
- 2002. 03. 02 신관초등학교에서 17학급 분리하여 시업식 거행
- 2002. 03. 05 초등학교 23학급 편성, 병설유치원 2학급 편성
- 2002. 06. 01 개교식
- 2004. 03 ~ 2006. 02 도교육청지정 에너지절약 연구학교 운영
- 2007. 03 ~ 2009. 02 도교육청지정 수학과 연구학교 운영
- 2010. 03 ~ 2011. 02 도교육청지정 사교육없는학교 시범학교 운영
- 2010. 12. 10 2010 영재교육 우수학교 교육감 표창
- 2010. 12. 20 2010 학교보건관리 우수학교 교육감 표창
- 2011. 12. 10 2011 사교육창의경영학교 우수학교 교육감 표창
- 2011. 12. 27 2011 방과후학교운영 우수학교 교육감 표창
- 2012. 07. 03 제41회 전국소년체육대회 우수교 교육감 표창
- 2012. 10. 10 우리 땅 독도 사랑의 날 운영주간 우수교 교육감 표창
- 2012. 12. 18 충남교육정책 우수교 교육감 표창(독서 콘서트)
- 2013. 02. 14 제11회 319명 졸업 (총 2,660명)
- 2013. 02. 22 교원능력개발평가 운영 교육과학기술부장관 표창
- 2013. 07. 06 2013 청소년의 달 친구사랑주간운영 교육감 표창
- 2013. 10. 16 2013 충남 100대 교육과정 최우수교 교육감 표창
- 2013. 12. 24 2013 자율장학 우수교 교육감 표창
- 2014. 02. 13 제 12회 286명 졸업(총 2,945명)
- 2014. 03. 01 초등학교 일반 45학급, 특수 1학급, 병설유치원 2학급 편성
- 2014. 03~2016. 02 도교육청 지정(교육부요청) 교원평가 시범학교 운영
- 2014. 05. 09 2014 계획단계 학교교육과정 최우수교 교육감 표창
- 2014. 05. 30 2014 청렴 인증평가 1등급 학교 선정 교육감 표창
- 2014. 07. 02 2014 청소년의 달 친구사랑주간 운영 교육감 표창
- 2014. 12. 31 제12회 전국 100대 교육과정 우수학교 교육부장관 표창
- 2015. 02. 12 제13회 235명 졸업(총 3,180명)
- 2015. 03. 01 일반학급 43학급, 특수학급 1학급

## 참고 자료
- 공주신월초등학교 - 한국교육학술정보원 학교알리미